# Cristoforo Serra
Cristoforo Serra (1600 – 1689) è stato un pittore italiano, attivo a Cesena.

## Biografia
Da giovane seguì la carriera militare fino a raggiungere il grado di comandante delle milizie pontificie.
Contemporaneamente si dedicò alla pittura per il proprio godimento. Cristoforo soggiornò a Roma nel 1623, dove ebbe modo di conoscere e ammirare le opere di Caravaggio e dei suoi seguaci, da cui venne influenzato.
I suoi dipinti sono esposti nella Pinacoteca Comunale di Cesena e di Forlì e nella Pinacoteca della Cassa di Risparmio di Cesena. Il pittore Cristoforo Savolini è stato uno dei suoi allievi.